# Strange Fascination
Strange Fascination é um filme noir estadunidense dirigido por Hugo Haas. O filme é estrelado por Haas e Cleo Moore. Foi o primeiro de seis filmes que eles fizeram juntos.

## Elenco
- Cleo Moore como Margo
- Hugo Haas como Paul Marvan
- Mona Barrie como Diana Fowler
- Rick Vallin como Carlo
- Karen Sharpe como June Fowler